# Marie-Dominique Montel
Pour les articles homonymes, voir Montel.
Marie-Dominique Montel est une journaliste et cinéaste française, née le 27 décembre 1950.

## Biographie
Née en 1950 à Neuilly-sur-Seine, journaliste et réalisatrice de nombreux films documentaires, Marie-Dominique Montel est la fille du critique littéraire Michel Montel (Michel Vivier)  et de Claudine Montel, professeur de français (Paris III)[réf. souhaitée]. Après une maîtrise d'histoire (Paris IV) et un diplôme de didactique de l'audiovisuel (Paris III), elle étudie le cinéma aux États-Unis (Université de Hollins/Virginie) puis le journalisme au CFJ.
Parallèlement, elle enseigne plusieurs années à l'université de Paris III (UER de Français langue étrangère), mais aussi en Italie au centre culturel français de Milan, à l'université d'Illinois et à Hollins University en Virginie (États-Unis).
Elle fait ses premiers pas dans la presse au Quotidien de Paris de Philippe Tesson, puis à Europe 1 où elle est « Madame Europe » avant de présenter les informations matinales et de diriger le service Société pendant dix ans.
À cette époque, entre 1986 et 1990, elle présente également deux émissions télévisées Des cadres et des entreprises (sur FR3)  et le Journal de la santé (sur Canal Santé), et réalise un premier documentaire L'énergie charbon pour la chaine FR3.
En 1992, elle quitte Europe 1 et, avec Christian Gerin qui vient de créer la société 17JUIN média, elle lance le magazine médical Savoir+ Santé sur France 2 (animé par François de Closets et Martine Allain-Regnault) dont elle est la rédactrice en chef, puis l'émission quotidienne sur la justice, Votre cas nous intéresse qu'elle présente sur France 3.
Elle s'oriente alors vers la réalisation de documentaires, avec un film sur le génome humain et surtout, à partir de 1995, avec des portraits de Graham Greene, Lawrence d'Arabie, Arthur Conan Doyle et Jacques Chardonne pour la série Un siècle d'écrivains de Bernard Rapp sur France 3. Elle va réaliser  par la suite des  documentaires pour France 3, France 2, France 5, RFO, mais aussi Paris Première et des chaines étrangères comme National Geographic, CBS ou Radio-Canada.
En 2005 et 2006, elle présente sur France Musique Violon d'Ingres, un programme hebdomadaire consacré aux goûts musicaux des grands écrivains ou des grands peintres.
En 2009, elle entreprend une longue enquête avec le journaliste et réalisateur américain Christopher Jones pour retrouver les films disparus de Salvador Dalí et réaliser un documentaire de référence sur l'œuvre cinématographique du peintre, Le cinéma selon Dali, projeté à la Cinémathèque française et au centre Pompidou lors de l'exposition Dali.
Depuis, elle travaille régulièrement avec Christopher Jones et ils ont réalisé ensemble une vingtaine de documentaires pour France 3, France 5, Histoire et Ciné+ Classic, essentiellement sur des personnalités littéraires, historiques et sur l'histoire du Cinéma, mais aussi un film sur les otages français en Irak.
Fidèle à ses racines charentaises, elle est élue à l'Académie de Saintonge en 2003, et en devient la présidente en 2007.
Entre 2009 et  2013, elle présente à la Bibliothèque nationale un cycle de conférences annuel organisé en partenariat avec l'université de New York « Ils écrivent en français/They write in English » qui a reçu notamment Andreï Makine, Breyten Breytenbach, Gao Xingjian, Michael Moorcock, Amin Maalouf, Michel Déon ou encore Elif Shafak.
Elle est membre du jury des films "Mémoire de la mer" et du conseil de sélection de Poitou-Charentes Cinéma dans le comité documentaires.
Elle est mariée avec l'écrivain et historien du cinéma John Baxter.

## Films documentaires
Sources,,,
- 1994 : Génome, odyssée de l'espèce, UNESCO
- 1995 : Graham Greene, Un siècle d'écrivains, France 3
- 1996 : Thomas Edward Lawrence, Un siècle d'écrivains, France 3
- 1997 : Arthur Conan Doyle, le père de Sherlock Holmes, Un siècle d'écrivains, France 3
- 1998 : Aimé Césaire, une biographie musicale, RFO/France 3
- 1999 : Paroles de malades, Ligue nationale contre le cancer, France 2
- 1999 : Francis Huster, Master Class, Paris Première
- 1999 : Annie Girardot, Master Class, Paris Première
- 1999 : Stéphane Freiss, Master Class, Paris Première
- 1999 : Francis Perrin, Master Class, Paris Première/France 3
- 2000 : Jacques Chardonne, Un siècle d'écrivains, France 3
- 2000 : Histoires d’huîtres, National Geographic/France 3
- 2002 : Botero, Portrait d’artiste, avec Bill McClure, CBS
- 2003 : À la recherche du son perdu, La musique baroque française, France 5
- 2004 : La Grande traversée du Canada, Télé-Radio-Canada
- 2004 : Aborigène et Superstar : David Gulpilil, Faut pas rêver, France 3
- 2004 : La cuisine des aborigènes, Faut pas rêver, France 3
- 2005 : Nouveaux visages de l’Australie aborigène, Odyssée/France 3
- 2006 : Choderlos de Laclos, Les Liaisons de l’île d’Aix, France 3
- 2009 : Le Cinéma selon Dali avec Christopher Jones, CinéCinéma/PBS Australia
- 2010 : Nos amis les otages avec Christopher Jones, France 3
- 2011 : Hélène Carrère d'Encausse, pour l'amour des mots, avec Christopher Jones, France 5
- 2011 : Babelsberg - L'âge d'or du cinéma allemand avec Christopher Jones, Ciné+ Classic
- 2011 : La naissance de l'Ange bleu avec Christopher Jones, Ciné+ Classic
- 2012 : Peu académique, Danièle Sallenave, l'Académicienne avec Christopher Jones, France 3
- 2013 : Une femme de passion et de liberté, Régine Deforges avec Christopher Jones, France 3
- 2014 : Fellini/Visconti - Duel à l'italienne,avec Christopher Jones,  France 5
- 2014 : Ciao Cinecitta avec Christopher Jones, Ciné+ Classic
- 2015 : Napoléon l’Américain avec Christopher Jones, France 3
- 2015 : Napo et Eva, étonnants mécènes des années folles avec Christopher Jones, France 3
- 2015 : Le cheval qui murmurait l'oreille des hommes avec Christopher Jones, Equidia, Discovery
- 2016 : Vittorio De Sica, le voltigeur de bicyclettes avec Christopher Jones, Ciné+ Classic
- 2017 : Camille Guérin et le BCG, la lutte contre la tuberculose avec Christopher Jones, France 3
- 2017 : Lénine et Marcel, avec Christopher Jones, France 3, Histoire
- 2018 : Claudia la mystérieuse, avec Christopher Jones, Ciné+ Classic
- 2018 : Romanov, la contre-enquête, avec Christopher Jones, Histoire
- 2020 : Stierlitz, le James Bond russe, avec Christopher Jones, Histoire
- 2020 : Totalement Toto, avec Christopher Jones, Ciné+ Classic

## Journalisme
- collaborations à la BBC
- Le Quotidien de Paris 1977-1979
- Europe 1, chef du service Société, chef d’édition 1980-1991
- Canal Santé, Journal de la Santé (hebdomadaire), rédactrice en chef/présentatrice 1987-1990
- France 3, Des cadres et des entreprises (émission hebdomadaire), présentatrice 1988-1990
- Elle, rédactrice en chef adjointe 1992
- France 2, Savoir plus Santé (émission bimensuelle), rédactrice en chef 1992-1993
- France 3, Votre cas nous intéresse (émission quotidienne), présentatrice 1993-1994[4]
- Match TV, J’y étais, chronique quotidienne sur le marché de l’art 2001-2002
- LCI, Adjugé  plusieurs émissions sur les ventes aux enchères 2001-2006
- France Musique, Violon d’Ingres (hebdomadaire) présentatrice/productrice de l’émission 2005-2006